# Фуеро
Фуе́ро (ісп. fuero), або Фуерос (множина: ісп. fueros, «право, привілей») — загальний звід законів у державах Піренейського півострову, що відносився до всіх підданих держави, а також закони, які підтверджували права провінцій та містечок. Назва походить від латинського слова «forum» в значенні «суд», «право» або «ринок». У Португалії — форал.

## Фуерос загальнодержавні
Перше відоме фуеро — «Вестготська правда» (лат. Forum judicum), яке було створене у 654 р. і у XIII ст. отримало назву «Фуеро Хузго». Інше фуеро загального характеру було видане у 1254 р. королем Кастилії Альфонсом Х («Фуеро Реаль»). Ці фуерос випускалися з метою уніфікації законодавства у королівстві в цілому, однак в дійсності в різних районах Кастилії в них постійно вносилися місцеві зміни.

## Фуерос провінцій та особисті
Окремою групою фуерос були хартії феодальних вольностей окремих провінцій (Арагону, Наварри, Басконії), обнародувані у XIV ст., а також окремих станів та родин (наприклад, фуерос кастильських лицарів 1135—1138 рр.).

## Фуерос міські
Муніципальні фуерос були найбільш чисельними. Вони відомі з IX століття. В них записувалися пожалування і привілеї, а також права та обов’язки мешканців міст і сільських громад. Особливо широко надання муніципальних фуерос відбувалося у XI —XIII ст. і було пов’язано з Реконкістою. Поступово, з відвоюванням нових земель у маврів, потребувалося їх економічне освоєння та військовий захист. Тому з метою залучення новопоселенців королем, а інколи і великими феодальними сеньйорами (наприклад, графами Кастилії) або церквою (що згодом також повинно було затверджуватися королем), їм надавалися особливі права і привілеї. В деяких випадках само місто виробляло свої фуерос, які потім затверджувалися королем (наприклад у Мадриді).
На початку Реконкісти перші фуерос фіксували лише межі і місцезнаходження поселень, пізніше сюди входив також статус поселенців, звільнення їх від феодальних повинностей (наприклад, панщини), встановлювалися податки, оговорювалося право на самоврядування (обрання муніципалітету, створення місцевої міліції), а також визначалися права сеньйора. Змінити фуерос сеньйор міг лише за згодою всіх мешканців поселення. Практично кожне місто і прилеглі до нього поселення мали свої фуерос.
В деяких випадках фуеро певного міста служив зразком для інших міст королівства. У Арагоні це було фуэро міста Теруель (1178 р.). В Кастилії фуеро міста Куенка (1189 р.) було прийняте також в Сорії, Саламанці, Бехарі, Алькалі та інших містах. 
З метою захисту своїх прав від посягань королівської влади іспанські міста єдналися в особливі союзи — «ермандади». Так, в ермандаду, утворену в 1295 р. входило 32 міста Леона та Галісії.
У часи об’єднання Іспанії міські громади підтримували короля у боротьбі з феодальною анархією, однак в той же час ретельно дотримувалися збереження своїх прав. Найбільшим повстанням на захист фуерос було повстання Комунерос у 1520—1522 рр., після придушення якого королівський уряд відмінив значну частину міських фуерос.
Аж до XIV ст. фуерос в піренейських державах були основною формою законодавства. У XIV—XV ст. місцеві фуерос застосовувалися на рівні з королівськими законами. Згодом, з посиленням централізації держави, фуерос все більш втрачали, а в об’єднанній Іспанії зовсім втратили свою дієву силу.